# Klinikum Bad Hersfeld
Das Klinikum Bad Hersfeld ist ein Krankenhaus in Bad Hersfeld mit dem Einzugsbereich Ost- und Mittelhessen. Es ist Akademisches Lehrkrankenhaus der Justus-Liebig-Universität in Gießen und der Hochschule Fulda.
Das Haus verfügt über 577 Betten und versorgt jährlich 20.000 Patienten stationär sowie 40.000 Patienten ambulant. Es beschäftigt 1.400 Mitarbeiter (darunter 142 Ärzte) und bietet 130 Ausbildungsplätze.

## Geschichte

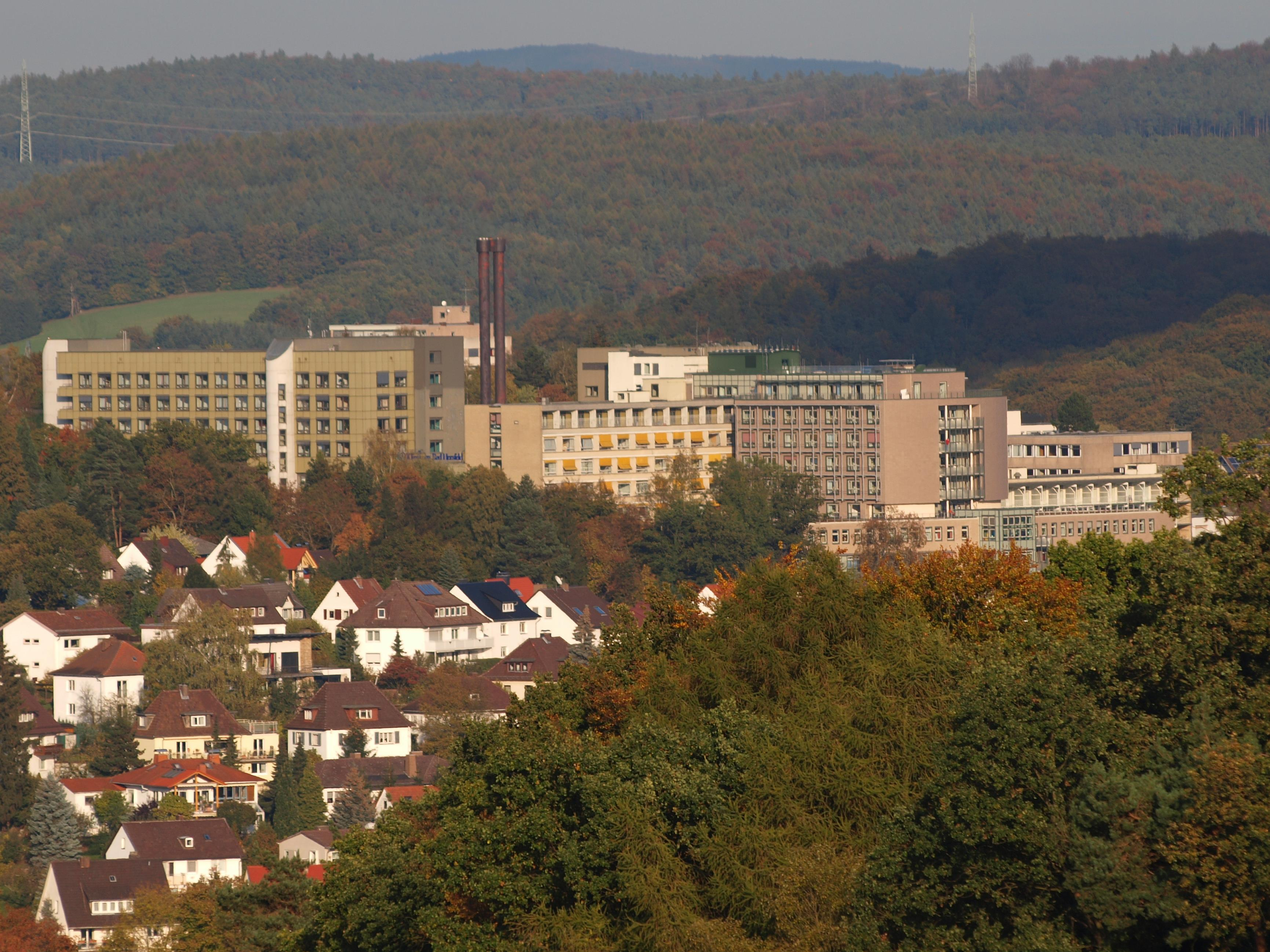
Klinikum Bad Hersfeld

Das Krankenhaus wurde 1872 eingeweiht und befand sich ursprünglich in der Friedloser Straße. Es hatte zunächst 50 Betten und wurde in den Jahren 1927, 1937 und später ständig erweitert. 1956 wurde mit dem Bau eines neuen Krankenhauses auf dem Wendeberg begonnen, es wurde 1959 in Betrieb genommen und 1961 endgültig fertiggestellt. Das „Lehrinstitut für Gesundheitsberufe“ wurde 1971 errichtet. Mehrere Erweiterungen erfolgten in den 1980er Jahren, darunter ein neuer Funktionstrakt und ein Bettenhaus. Die Psychiatrie wurde im August 1988 als Zweigstelle des Landeswohlfahrtsverbands-Krankenhauses Marburg in einem Teil des Schwesternwohnheimes am Kreiskrankenhaus eröffnet und ging zum Jahreswechsel 1999 an das Kreiskrankenhaus über. Sie verfügte zunächst über 24 Stationsbetten und 15 Tagesklinikplätze. Mit der Übergabe an das Kreiskrankenhaus wurde ein Neubau mit etwa doppelter Kapazität beschlossen, der 2004 eingeweiht werden konnte. Das Bettenhaus Süd wurde im Jahre 2008 eröffnet.

## Fachgebiete
- Allgemein- und Viszeralchirurgie
- Anästhesiologie und Intensivmedizin
- Augenheilkunde
- Frauenheilkunde und Geburtshilfe
- Gefäßchirurgie
- Geriatrie
- Hals-Nasen-Ohrenheilkunde
- Innere Medizin inkl. Onkologie
- Gastroenterologie und Hepatologie
- Kardiologie
- Kinder- und Jugendmedizin und Frühförderzentrum
- Nephrologie
- Neurochirurgie
- Neurologie inkl. Stroke Unit
- Palliativmedizin
- Psychiatrie und Psychotherapie
- Radiologie inkl. Angiographie und Nuklearmedizin
- Strahlentherapie
- Unfallchirurgie und Orthopädie
- Urologie

## Vorwürfe wegen fehlerhafter Abrechnungen
Im Jahr 2020 wurden bei einem groß angelegten Prüfungsverfahren die Abrechnungen mehrerer hessischer Krankenhäuser untersucht. Dabei wurde in der Folge auch das Klinikum Bad Hersfeld Ziel staatsanwaltschaftlicher Ermittlungen.